# Reiner Zustand und Zustandsgemisch
Die Begriffe reiner und gemischter Zustand (besser: Zustandsgemisch) bezeichnen in der Quantenmechanik bestimmte Arten von quantenmechanischen Zuständen von einem oder mehreren Teilchen. Eine Beschreibung, die für beide Fälle geeignet ist, ist durch den Dichteoperator gegeben.

## Reiner Zustand
Ein reiner Zustand liegt vor, wenn das betrachtete System mit der Wahrscheinlichkeit {\displaystyle p=1} in einem fest definierten Zustand ist. Wird dieser durch einen Zustandsvektor {\displaystyle |\psi \rangle } aus dem Hilbertraum beschrieben, dann beschreiben auch alle Vektoren {\displaystyle e^{\mathrm {i} \varphi }|\psi \rangle } mit beliebiger Phase {\displaystyle \varphi } denselben Zustand. Somit ist der Dichteoperator
{\displaystyle \rho _{\psi }=P_{\psi }=|\psi \rangle \langle \psi |}
gerade die Projektion auf den eindimensionalen Unterraum, der durch den Vektor {\displaystyle |\psi \rangle } als Repräsentant definiert ist. Die Projektion ist idempotent, d. h., es gilt {\displaystyle \rho _{\psi }^{2}=\rho _{\psi }}. Jeder Projektionsoperator auf einen eindimensionalen Unterraum des Hilbertraums beschreibt einen reinen Zustand.
Jede Linearkombination  {\displaystyle |\psi \rangle =a_{1}|\psi _{1}\rangle +a_{2}|\psi _{2}\rangle +...} von reinen Zuständen  {\displaystyle |\psi _{k}\rangle } mit komplexen Koeffizienten {\displaystyle a_{k}=|a_{k}|e^{\mathrm {i} \varphi _{k}}} stellt daher auch einen reinen Zustand dar. Er wird als kohärente Überlagerung der   {\displaystyle |\psi _{i}\rangle } bezeichnet, weil es außer von den Beträgen  {\displaystyle |a_{i}|} auch von den komplexen Phasen {\displaystyle \varphi _{k}} abhängt, welcher Zustand {\displaystyle |\psi \rangle } sich bildet.
Eine andere Definition eines reinen Zustandes, die insbesondere die mathematischen Probleme mit überabzählbarer, nicht normierbarer Basis vermeidet, aber ansonsten äquivalent zu der obigen ist, geht von der Menge {\displaystyle \{{\hat {O}}\}}  der Operatoren {\displaystyle {\hat {O}}} aus, die den messbaren Größen (Observablen) entsprechen, und betrachtet den Zustand als eine Abbildung, die jedem Operator seinen reellen Erwartungswert {\displaystyle \langle {\hat {O}}\rangle }  zuordnet. Da die Operatoren eine C*-Algebra bilden, ist der  Zustand ein positives lineares Funktional mit Norm 1, also eine Abbildung {\displaystyle \varphi \colon \{{\hat {O}}\}\to \mathbb {R} } in die Menge der reellen Zahlen mit {\displaystyle \|\varphi \|=1}. Die Menge dieser Zustände {\displaystyle \{\varphi \}} bildet eine konvexe Menge. Ein reiner Zustand wird hier dadurch definiert, dass er ein extremales Element von {\displaystyle \{\varphi \}} ist. D. h., ein reiner Zustand lässt sich nicht als Konvexkombination zweier anderer Zustände aus {\displaystyle \{\varphi \}}  beschreiben. Die Konvexkombination ist eine Linearkombination {\displaystyle \varphi =a\varphi _{1}+(1-a)\varphi _{2}} mit positiven Koeffizienten  {\displaystyle a>0,(1-a)>0}, deren Summe 1 ergibt. Sie entspricht der weiter unten beschriebenen inkohärenten Überlagerung der Zustände  {\displaystyle \varphi _{1},\ \varphi _{2}}.

## Zustandsgemisch
Das Gegenstück zu einem reinen Zustand ist ein Zustandsgemisch. Damit ist zunächst ein Ensemble aus vielen Objekten in reinen Zuständen {\displaystyle |\psi _{i}\rangle } bezeichnet, die mit relativen Häufigkeiten
{\displaystyle p_{i}>0}, {\displaystyle \textstyle \sum _{i}p_{i}=1}, zufällig gemischt sind. Ein solcher Zustand inkohärenter Mischung wird dann auch jedem einzelnen Objekt des Ensembles zugeschrieben. Manchmal wird hierfür auch die Bezeichnung gemischter Zustand benutzt, wobei diese Bezeichnung aber abhängig vom Kontext auch den Fall der kohärenten Überlagerung meinen kann. Bei einer kohärenten Überlagerung werden Wellenfunktionen oder Zustandsvektoren {\displaystyle |\psi _{i}\rangle }  linear superponiert, {\displaystyle |\psi \rangle =a_{1}|\psi _{1}\rangle +a_{2}|\psi _{2}\rangle +...,}, und stellen abhängig von den komplexen Phasen der {\displaystyle a_{i}} physikalisch verschiedene Zustände dar. Dagegen spielen die Phasen beim Zustandsgemisch keine Rolle, ebenso wenig wie bei einem Zustandsgemisch in der klassischen Physik. Beim quantenmechanischen Zustandsgemisch brauchen die zusammengemischte Zustände  {\displaystyle |\psi _{i}\rangle } nicht paarweise orthogonal zu sein. Nur wenn alle Zustände zueinander orthogonal sind, dann stimmt die relative Häufigkeit {\displaystyle p_{i}>0}, mit der ein Zustand  {\displaystyle |\psi _{i}\rangle } bei der Präparation des Gemischs beteiligt wird, mit der Häufigkeit überein, mit der dieser Zustand bei einer Messung gefunden wird.
Ein analoger Unterschied besteht in der Optik zwischen der kohärenten Addition von Amplituden (Wellenoptik) und der inkohärenten Addition von Intensitäten (Strahlenoptik).
In einem Zustandsgemisch ist der Erwartungswert eines beliebigen Operators {\displaystyle {\hat {O}}} die gewichtete Summe der Erwartungswerte in den einzelnen reinen Zuständen {\displaystyle |\psi _{i}\rangle } (ob orthogonal oder nicht).
{\displaystyle \langle {\hat {O}}\rangle =\sum _{i}p_{i}\;\langle \psi _{i}|{\hat {O}}|\psi _{i}\rangle }
Dies lässt sich mithilfe des Dichteoperators
{\displaystyle {\hat {\rho }}=\sum _{i}p_{i}|\psi _{i}\rangle \langle \psi _{i}|}.
einfach durch die Spur ausdrücken:
{\displaystyle \langle {\hat {O}}\rangle =\mathrm {Sp} ({\hat {\rho }}\cdot {\hat {O}})}
denn mit einem beliebigen Satz Basisvektoren {\displaystyle |\Phi _{j}\rangle } ist:
{\displaystyle \mathrm {Sp} ({\hat {\rho }}\cdot {\hat {O}})=\sum _{j}\langle \Phi _{j}|{\hat {\rho }}\cdot {\hat {O}}\ |\Phi _{j}\rangle =\sum _{i}\sum _{j}p_{i}\ \langle \Phi _{j}|\psi _{i}\rangle \ \langle \psi _{i}|{\hat {O}}|\Phi _{j}\rangle =\sum _{i}\sum _{j}p_{i}\ \langle \psi _{i}|{\hat {O}}|\Phi _{j}\rangle \langle \Phi _{j}|\psi _{i}\rangle =\sum _{i}p_{i}\ \langle \psi _{i}|\ {\hat {O}}\cdot \ \underbrace {\sum _{j}|\Phi _{j}\rangle \langle \Phi _{j}|} _{{\text{Einheitsoperator}}\mathbf {1} }\ \psi _{i}\rangle =\sum _{i}p_{i}\;\langle \psi _{i}|{\hat {O}}\cdot \mathbf {1} |\psi _{i}\rangle }
Ein Zustandsgemisch ist also (ebenso wie ein reiner Zustand) durch seinen Dichteoperator physikalisch vollständig charakterisiert. Unterschiedlich präparierte Zustandsgemische, die den gleichen Dichteoperator haben, lassen sich physikalisch (d. h. durch Messungen) nicht mehr unterscheiden, sie sind also trotz unterschiedlicher Präparationsverfahren im gleichen Zustand und damit physikalisch identisch. Ein einfaches Beispiel ist ein Gemisch von Spin-½-Teilchen, die (bei gleichen Ortswellenfunktionen) genau zur Hälfte parallel bzw. antiparallel zu einer bestimmten Achse ausgerichtet sind. Unabhängig von der Wahl der Richtung dieser Achse im Raum ergibt sich immer der gleiche Dichteoperator. In diesem Fall hat man also physikalisch immer dasselbe Zustandsgemisch präpariert und kann nachträglich nicht mehr feststellen, welches die ausgezeichnete Achse war.
Der Dichteoperator ist hermitesch. Wenn die Zustände  {\displaystyle |\psi _{i}\rangle } orthogonal sind, sind sie die Eigenzustände des Dichteoperators {\displaystyle {\hat {\rho }}=\sum _{i}p_{i}|\psi _{i}\rangle \langle \psi _{i}|} und haben die Eigenwerte  {\displaystyle p_{i}}. In dieser Basis ist die Dichtematrix diagonal mit den Besetzungszahlen {\displaystyle p_{i}} auf der Hauptdiagonalen. Sind die Besetzungszahlen alle unterschiedlich, lässt sich aus dem Dichteoperator eindeutig ermitteln, welche orthogonalen Zustände zusammengemischt wurden. (Wenn die Besetzungszahlen für mehrere  {\displaystyle |\psi _{i}\rangle } gleich sind, ist die Identifizierung der inkohärent gemischten Zustände nicht möglich. Denn es entsteht derselbe Dichteoperator, wenn man statt dieser {\displaystyle |\psi _{i}\rangle } eine gleiche Anzahl beliebiger orthogonaler kohärenter Überlagerungszustände von ihnen genommen hätte.)
Handelt es sich um ein echtes Gemisch, also mit mindestens zwei Zuständen, dann gilt für alle  {\displaystyle i} die Ungleichung {\displaystyle p_{i}\!<1} und damit auch {\displaystyle p_{i}^{2}\!<p_{i}}, und daher die Ungleichung
{\displaystyle {\hat {\rho }}^{2}<{\hat {\rho }}.}
In diesem Fall ist die Entropie des Systems positiv:
{\displaystyle S=-k_{\mathrm {B} }\operatorname {Tr} \left({\hat {\rho }}\ln {\hat {\rho }}\right)=-k_{\mathrm {B} }\sum _{i}p_{i}\ln p_{i}>0}
Gilt stattdessen die Gleichung {\displaystyle {\hat {\rho }}^{2}={\hat {\rho }}}, so handelt es sich nicht um ein (inkohärentes) Zustandsgemisch, sondern um einen reinen Zustand, also z. B. um das Ergebnis einer kohärenten Überlagerung. Die Entropie eines reinen Zustands ist Null.

## Beispiele

### Unvollständige Messung und Dekohärenz
Wenn ein System aus mehreren Teilen zusammengesetzt ist (oder mehrere Freiheitsgrade besitzt) und eine Messung durchgeführt wird, die nur ein Teilsystem (bzw. eine Teilmenge der Freiheitsgrade) betrifft, dann verhält sich das beobachtete Teilsystem wie ein Zustandsgemisch, auch wenn das Gesamtsystem sich in einem reinen Zustand {\displaystyle |\Psi \rangle } befindet. Denn der Zustand lässt sich (wie bei allen zusammengesetzten Systemen) aus Produkten von Basiszuständen {\displaystyle |\psi _{i}\rangle } der gemessenen und Basiszuständen {\displaystyle |\varphi _{k}\rangle } der nicht gemessenen Systemkomponenten darstellen:
{\displaystyle |\Psi \rangle =\sum _{i}\sum _{k}c_{ik}|\psi _{i}\rangle |\varphi _{k}\rangle }
Der Dichteoperator {\displaystyle {\hat {\rho }}^{(\Psi )}} für diesen Zustand des Gesamtsystems ist der Projektionsoperator auf den Zustandsvektor  {\displaystyle |\Psi \rangle }:
{\displaystyle {\hat {\rho }}^{(\Psi )}=|\Psi \rangle \langle \Psi |=\sum _{ik}\sum _{i',k'}|\psi _{i}\rangle |\varphi _{k}\rangle c_{ik}^{*}c_{i'k'}\langle \psi _{i'}|\langle \varphi _{k'}|}
Er hat die Matrixelemente {\displaystyle \rho _{i'k'ik}^{(\Psi )}=c_{ik}^{*}c_{i'k'}^{\hbox{ }}}.
Die Messung wird durch einen Operator {\displaystyle {\hat {A}}} beschrieben, der mit einem Teil {\displaystyle {\hat {A}}_{\psi }}  nur auf die Basiszustände {\displaystyle |\psi _{i}\rangle } der gemessenen Freiheitsgrade wirkt, auf die anderen Basiszustände {\displaystyle |\varphi _{k}\rangle } aber gar nicht. Bei diesen wirkt er also wie ein Einheitsoperator {\displaystyle {\hat {\mathbb {1} }}_{\varphi }}. Der ganze Operator {\displaystyle {\hat {A}}} ist daher durch das Produkt {\displaystyle {\hat {A}}={\hat {A}}_{\psi }\cdot {\hat {\mathbb {1} }}_{\varphi }} gegeben. Für den Erwartungswert folgt
{\displaystyle \langle \Psi |{\hat {A}}_{\psi }\cdot {\hat {\mathbb {1} }}_{\varphi }|\Psi \rangle =\sum _{ik}\sum _{i',k'}c_{ik}^{*}c_{i'k'}\langle \psi _{i}|{\hat {A}}_{\psi }|\psi _{i'}\rangle \underbrace {\langle \varphi _{k}|{\hat {\mathbb {1} }}_{\varphi }|\varphi _{k'}\rangle } _{\delta _{k\,k'}}=\sum _{i,k}\rho _{i'i}^{(\psi )}\langle \psi _{i}|{\hat {A}}_{\psi }|\psi _{i'}\rangle }
mit der Abkürzung
{\displaystyle \rho _{i'i}^{(\psi )}=\sum _{k}c_{ik}^{*}c_{i'k}^{\hbox{ }}}
Die Koeffizienten {\displaystyle \rho _{i'i}^{(\psi )}} bilden die Matrix eines Dichteoperators  {\displaystyle {\hat {\rho }}^{(\psi )}} im Zustandsraum des beobachteten Teilsystems. Er ist unabhängig von der Wahl des Operators  {\displaystyle {\hat {A}}} und wird als der reduzierte Dichteoperator bezeichnet. Mit ihm kann man den Erwartungswert eines beliebigen Operators  {\displaystyle {\hat {A}}} so schreiben, dass die unbeobachteten Freiheitsgrade des Gesamtsystems nicht mehr vorkommen:
{\displaystyle \langle {\hat {A}}_{\psi }\rangle =\mathrm {Sp} ({\hat {\rho }}^{(\psi )}\cdot {\hat {A}}_{\psi })}.
Damit ist der Zustand des Teilsystems, das in verschränkter Weise in dem reinen Zustand  {\displaystyle |\Psi \rangle } des Gesamtsystems enthalten ist, als ein Zustandsgemisch mit dem Dichteoperator {\displaystyle {\hat {\rho }}^{(\psi )}} identifiziert.
Bei einer Messung der Größe  {\displaystyle {\hat {A}}} entspricht das Ergebnis einer inkohärenten Mischung der Eigenzustände von {\displaystyle {\hat {A}}_{\psi }}.
Denn wählt man für die {\displaystyle |\psi _{i}\rangle } von vornherein die Eigenzustände von {\displaystyle {\hat {A}}_{\psi }} (mit den Eigenwerten {\displaystyle A_{i}}), dann gilt {\displaystyle {\hat {A}}_{\psi }|\psi _{i'}\rangle =A_{i'}|\psi _{i'}\rangle } und wegen {\displaystyle \langle \psi _{i}|\psi _{i'}\rangle =\delta _{i\,i'}} ergibt sich
{\displaystyle \langle \Psi |{\hat {A}}_{\psi }\cdot {\hat {\mathbb {1} }}_{\varphi }|\Psi \rangle =\sum _{i}p_{i}\;A_{i}}
mit der Abkürzung {\displaystyle p_{i}=\sum _{k}|c_{ik}|^{2}}.
Das ist genau der Erwartungswert, wenn ein Zustandsgemisch der Eigenzustände des Operators {\displaystyle {\hat {A}}_{\psi }}  mit den Gewichten {\displaystyle p_{i}} vorliegt. Die Gewichte geben die Wahrscheinlichkeit an, das Teilsystem in dem jeweiligen Eigenzustand anzutreffen. Ihre Summe {\displaystyle \sum _{i}p_{i}=1} ist schon richtig normiert. Dieses Ergebnis gilt für jeden hermiteschen Operator.
Der Zustand eines Teilsystems in einem zusammengesetzten Gesamtsystem, das als ganzes in einem reinen verschränkten Zustand ist, zeigt sich daher bei jeder auf das Teilsystem beschränkten Messung so wie ein Zustandsgemisch aus inkohärent überlagerten Eigenzuständen des Teilsystems. Dies gilt nicht nur, wenn man eine große Anzahl gleicher Gesamtsysteme untersucht, sondern schon bei einem einzigen. Daher muss der Zustand der inkohärenten Mischung schon einem einzelnen System zugeschrieben werden. Dieses Verhalten ist grundlegend wichtig für das Phänomen der Dekohärenz, das für die fast völlige Abwesenheit der typischen Quanteneffekte in der makroskopischen Welt verantwortlich ist.

### Quantenstatistik
Ein weiteres Beispiel für inkohärente Superposition gibt die Thermodynamik bzw. Statistische Physik (Quantenstatistik). Hier ist {\displaystyle \rho ={\frac {\exp(-\beta {\hat {H}})}{Z(T)}}}. Dabei ist {\displaystyle \beta } die reziproke Fermi-Temperatur T, genauer: {\displaystyle \beta =1/(k_{\mathrm {B} }\cdot T),} mit der Boltzmann-Konstante {\displaystyle k_{\mathrm {B} };}  {\displaystyle {\hat {H}}} ist der Hamiltonoperator (Energieoperator) des Systems; es ist also {\displaystyle p_{i}={\frac {\exp(-\beta E_{i})}{Z(T)}};}  Z(T) schließlich ist die sogenannte Zustandssumme, {\displaystyle Z(T)=\sum _{i}\,\exp(-\beta E_{i}),} was {\displaystyle \sum _{i}p_{i}=1} entspricht. Für die thermodynamische Entropie {\displaystyle S(T)} des Systems gilt: {\displaystyle S(T)=k_{\mathrm {B} }S_{N}\equiv -k_{\mathrm {B} }T\cdot \ln Z(T),} mit der zum Dichteoperator gehörenden Von-Neumann-Entropie {\displaystyle S_{N}=\sum _{i}-p_{i}\ln p_{i}\ (=-\ \mathrm {Sp} \,[\rho \cdot \ln \rho ]).} Beide Entropien sind also bis auf eine konstanten Faktor identisch.
Das wohl prominenteste Beispiel für kohärente Superpositionen ist die Laserstrahlung. Hier strahlen die Atome gleichphasig, also im Takt. Es werden Übergänge zwischen unterschiedlichen „reinen“ Energiezuständen des bestrahlten Systems induziert, wodurch die Übergangrate, das ist die Zahl der Übergänge dividiert durch die Zeit, nicht wie bei inkohärenter Strahlung  konstant ist, sondern z. B.  über eine gewisse Zeitspanne sehr rasch anwächst. Die erzeugte Strahlungsintensität ({\displaystyle \propto |{\vec {E}}|^{2}}) steigt quadratisch mit der Anzahl {\displaystyle N} der Atome, statt – wie bei inkohärenter Anregung – linear, und wird daher um viele Zehnerpotenzen größer.